# Баиркумское городище
Баиркумское городище (также Байркум) — древнее городище (I век до н. э. — VIII век н. э.) в Шардаринском районе Туркестанской области.
Находится на левом берегу Сырдарьи, близ с. Баиркум, в урочище Баиркум-Тогай.
Впервые исследовано в 1900 году Н. В. Рудневым, затем в 1948—1949 — Туркестанской археологической экспедицией под руководством А. Н. Бернштама. Остатки городища — четырёхугольный холм высотой 1,5 м, протяжённостью с северо-востока, на юго-запад 300 м, с северо-запада на юго-восток 400 м. Городище окружено трёхметровой насыпью. На юго-востоке сохранились оборонительные стены со следами 5 башен. Вокруг городища вырыт ров глубиной 2 м, шириной 20 м. Внутри городища развалины цитадели (холм высотой 9 м), окруженной метровой насыпью и рвом шириной 10 м.
В четырёх километрах ниже по течению Сырдарьи расположено городище Жар-тобе.